# 科羅德鄉
45°54′N 27°37′E / 45.900°N 27.617°E
科羅德鄉（羅馬尼亞語：Comuna Corod, Galați），是羅馬尼亞的鄉份，位於該國東部，由加拉茨縣負責管轄，面積106平方公里，海拔高度106米，2007年人口7,648，人口密度每平方公里72人。